# グレートブリテン社会党

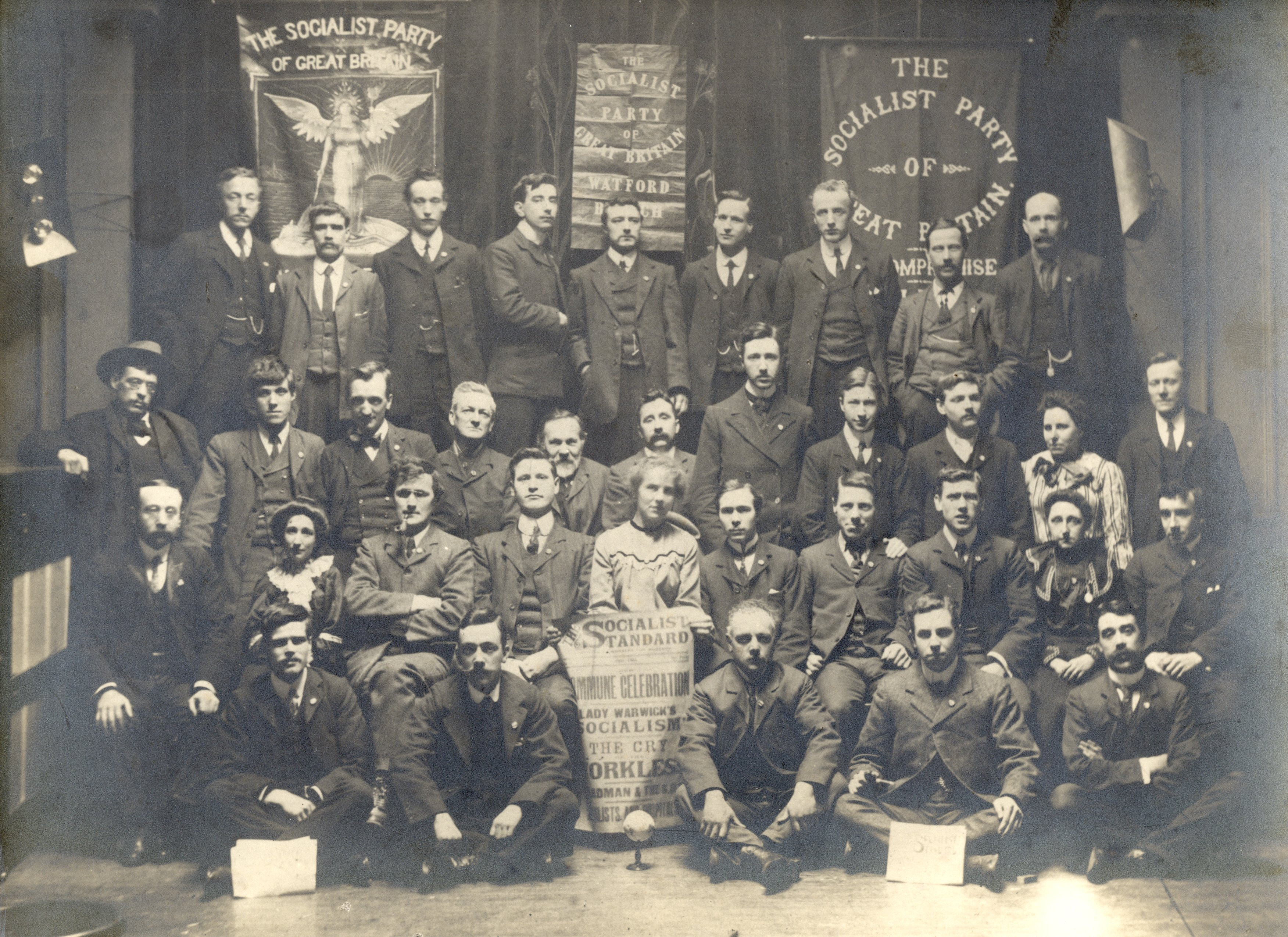
1905年のSPGBの最初の年次総会

グレートブリテン社会党（グレートブリテンしゃかいとう、英：Socialist Party of Great Britain, SPGB)は、1904年に設立されたイギリスのマルクス主義の小政党である。
インポッシビリズムの伝統を持ち、改良主義への反対、投票箱を革命的目的に使用すること、ソビエト連邦を「国家資本主義」とみなす理論を早くから主張し、左翼共産主義の潮流ともされる。
反対者からは「Simon Pureの純粋ブランド」や「良い子の小党」などと揶揄されたことがある。

## 歴史
SPGBは、1904年社会民主連盟(SDF)の改良主義やヘンリー・ハインドマンの組織支配に反対し、SDFを離脱した者たちによって設立された。この分裂はまた、SDFの加わったLabour Representation Committeeが後に労働党を設立した影響でもあった。

## 理論

### 革命
SPGBは、革命的な党であり、階級が消滅に達するまで階級闘争を続ける。しかし暴力や内戦は否定する。SPGBは彼らの主張をパンフレットの Socialist Principles Explained に記している。
| 「 | 各国で次々と発生する資本主義を導入する流血革命などは、時代遅れである。現在の革命のために重要な下記の4つの主要因は、平和的で、各国での投票制度を使用する民主的なものである。 - 現代の大半の資本主義国家は、充分に軍備や情報や富や力を持つため、確立された国家機構を転覆しようとする武装反乱は失敗を運命づけられている。 - 暴力が体制の確立に使われた時、その体制は暴力または暴力の脅しによってのみ維持できる（資本主義のように）。社会主義者はそのような基盤の社会は構築しない。 - 暴力的な革命運動が大多数の願いを実現すると知る方法や伝える方法は無い。このため大半の労働者は、単に暴力的で破壊的という理由で、革命に反対する。投票のみが、多数派が資本主義の廃止を主張していることを証明できる。 - 充分な多数派による投票が、反対の無意味さを明示するため、暴力を不要とする。 | 」 |

SPGBは、社会主義の実現のみが世界中で大多数の人々のためとなり、他の社会体制より優れていると信じている。彼らはインポッシビリズムの理論を信奉し、選挙の使用によって主張を達成しようとするが、彼らの現状での主要な活動は意識を向上させるためのプロパガンダである。しかしレーニン主義とは対照的に、多数派が決心した場合には資本主義から完全な国家廃止状態に直接移行できると信じている。

### 国家資本主義
SPGBは「社会主義はかつて存在したが失敗した」との考えを否定し、既存の社会主義国は実際には単なる「国家資本主義」とみなす。SPGBのメンバーは「社会主義は一国だけでは存在し得ない」と主張する。しかし地球規模で多数派が社会主義を欲して、政治的に組織する準備ができたときのみに、社会主義は実現すると考え、世界社会主義運動を通してニュージーランドの世界社会党、アメリカ合衆国の米国世界社会党、インド世界社会党などと連絡を取りあっている。

### ファシズム
SPGBは、他の左翼勢力とは異なりファシズムを労働者への特別な脅威とは見ない。ファシズムを、労働者階級に対して自己防衛しようと組織している資本主義への最後の拒絶と定式化するよりも、SPGBのメンバーは改良主義の1種とみなす傾向がある。2つの主要な特徴があり、ドイツやイタリアやスペインなどの未統合の断片化された国家では国家統合の傾向があり、労働者階級の大きな支援の傾向があるとする。

### ナショナリズム
SPGBはその歴史の全ての側面で、ナショナリズムには一貫して反対している。

### 民主主義
SPGBは、彼らの主張する革命を実行するために投票箱の使用を主張しているが、民主主義は制限されており、労働者が革命の実行を可能にする期待は充分でないと考えている。SPGBは、現在の制度には労働者階級が意見を主張する方法があるため、下院議会や貴族院などへの比例代表制導入や改良についての議論には踏み込んでいない。

### 戦争
SPGBは創立時より全ての戦争に反対してきており、第一次世界大戦や第二次世界大戦も含まれる。

## 現状
SPGBは熱烈な反レーニン主義 で、現在は Socialist Party of England and Wales や、比較的新しいトロツキズムなどと、存在意義をかけて闘っている。
SPGBは設立時の最初の会議では 142名のメンバーが出席した。2000年には党のメンバーは約500名であった（ただしいくつかの指摘があり現在の数字はより少ない）。現在は約150名が党の選挙に定常的に参加している。
2005年にSPGBは映画「Capitalism and Other Kids' Stuff」を製作した。
社会主義者の一部(日本共産党など)から期待されていたベネズエラの強権的社会主義体制についても、社会主義ではないと批判している。

## 参照
1. ↑  
Socialist Party of Great Britain. “Socialist principles explained” (PDF). 2006年9月4日閲覧。
2. ↑  Perrin, David (2000). The Socialist Party of Great Britain : politics, economics and Britain's oldest socialist party. Wrexham: Bridge Books. ISBN 1-872424-80-5
3. ↑  en:Socialist Standard The next Great War
4. ↑  en:Socialist Standard The Socialist Party of Great Britain and the War
5. ↑   and figures *published* on the publicly accessible discussion list at http://groups.yahoo.com/group/spintcom/ passim. Although these figures are wrong and the figure is less than 400
6. ↑  Conference results 2006
7. ↑  Socialist TV Website